# 2218 Wotho
2218 Wotho eller 1975 AK är en asteroid i huvudbältet som upptäcktes den 10 januari 1975 av den Schweiziska astronomen Paul Wild vid Observatorium Zimmerwald. Den har fått sitt namn efter atollen Wotho.
Asteroiden har en diameter på ungefär 28 kilometer.